# Національний музей мистецтв Румунії
Національний музей мистецтв Румунії (рум. Muzeul Naţional de Artă al României) — найбільший художній музей країни, розташований в столиці — місті Бухаресті.

## Історія

### Формування колекцій

В основі музейної збірки - колекція королів Румунії, що складалася в 19 ст. Розпорошена в різних резиденціях королівської родини (палац Полеш в Сінаї та ін.), вона була об'єднана в музейній збірці. Доповнювали збірку дарування і закупівлі. Колекція нараховує більш ніж 60.000 витворів мистецтва різних країн.Збірка розташована в колишньому королівському палаці.

### Головні відділи
- Мистецтво Італії
- Мистецтво Нідерландів 16 ст.
- Мистецтво Іспанії 16-17 ст.
- Мистецтво Голландії 17 ст.

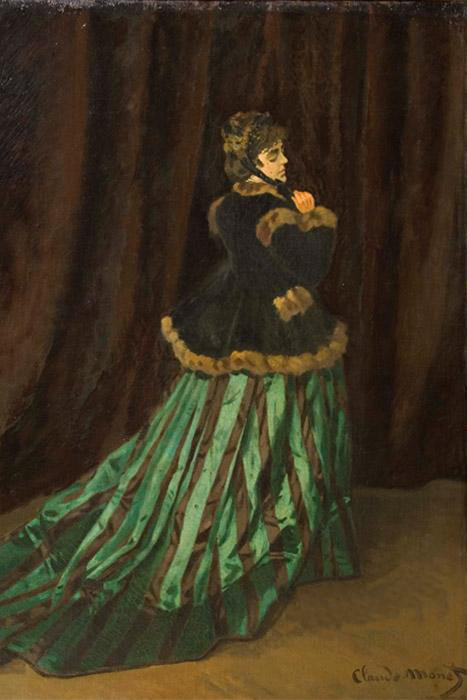
Картина Клода Моне.

- Мистецтво Російської імперії і СРСР
- Відділ декоративно-ужиткового мистецтва
- Румунське мистецтво
- Збірка фламандських, німецьких,французьких майстрів.

### Мистецтво Італії
Колектив кожного великого національного музею пишається кількістю картин італійських майстрів. Це не дивно з причини художньої ініціативи, що належала митцям Італії протягом 300-400 років в різних галузях мистецтва в 15-18 століттях. Відділ мистецтва Італії в Бухаресті має

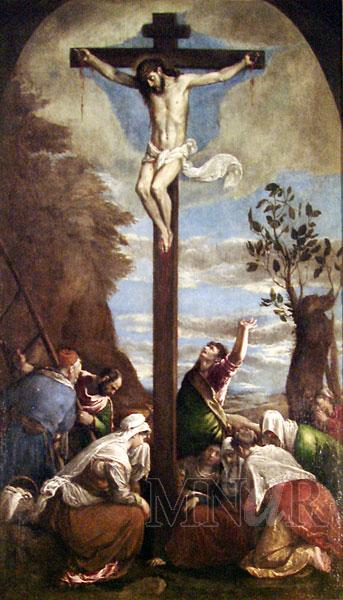
Якопо Бассано «Розп'яття»

- Антонелло да Мессіна «Розп'яття», 15 ст.
- Доменіко Венеціано «Мадонна з немовлям»
- Лоренцо Лотто «Св. Єронім», венеційська школа
- Якопо Бассано «Розп'яття»
- Тінторетто «Благовіщення»
- Ораціо Лормі( Джентілескі) «Молода мати», 17 ст.
- Сальватор Роза «Ченці в пейзажі»
- Алессандро Маньяско та інші.

### Мистецтво Нідерландів 16 ст.
- Родзинкою збірки є «Портрет пана в синьому тюрбані» художника, що відродив в Європі живопис олійними фарбами. Це  - Ян ван Ейк. В Будапешті зберігають один з семи портретів майстра 14 ст., що випадково збереглися до 21 століття. А музейна збірка покаже ще й два портрети Ганса Мемлінга, полотно геніального Пітера Брейгеля Старшого «Винищення немовлят» і одного з його синів.

### Мистецтво Іспанії 16-17 ст
Ця збірка невелика, які інші за межами Іспанії. Але тут зберігають три картини Ель Греко, є Сурбаран  тощо. 

### Мистецтво Голландії 17 ст.
Ця збірка експонує полотно Рембрандта «Зрадник Аман благає вибачень у цариці Есфір», що робить її відразу значущою.

### Мистецтво Російської імперії і СРСР

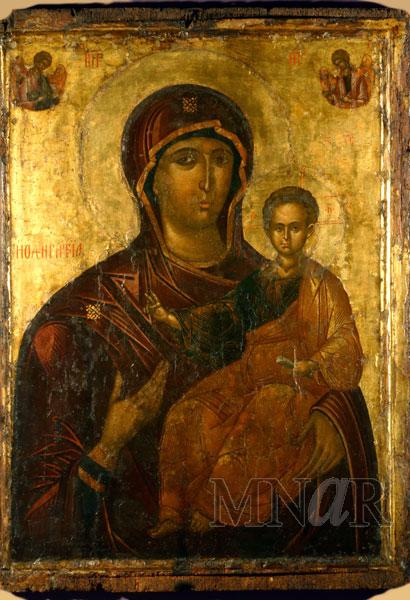
Богородиця, 1530 рік

Діапазон творів від російських ікон до творів передвижників, хоча в збірці не найкращі зразки. В експозиції
- Рєпін Ілля Юхимович
- Серов Валентин
- Айвазовський
- Вранц Рубо
- Філіп Малявін
- Мартірос Сарьян
- Сергій Герасимов тощо.

### Відділ декоративно-ужиткового мистецтва
Досить цікава збірка предметів декоративно-ужиткового мистецтва, де є західноєвропейські меблі, європейський і східний фаянс, килими, Ювелірні вироби, гобелени, порцеляна.